# Небесного рынка небосвод
Небосво́д Небе́сного ры́нка (кит. трад. 天市垣, пиньинь Tiān shì yuán) — это третий из Сань Юань (кит. трад. 三垣, пиньинь Sān yuán) или Трёх небосводов (небесные королевства). Звезды и созвездия этой группы видны в конце лета и начале осени в северном полушарии и поздней зимой и ранней весной в южном полушарии. Летний треугольник лежит прямо на северо-западе.

## Созвездия и астеризмы
| №  | Название                                        | Китайское название | Кол. звёзд | Западное созвездие              | Описание                                                                        | Примечания |
| -- | ----------------------------------------------- | ------------------ | ---------- | ------------------------------- | ------------------------------------------------------------------------------- | --- |
| 1  | Левая стена                                     | 天市左垣           | 11         | Геркулес, Змея, Змееносец, Орёл | Одиннадцать регионов (звёзд) слева                                              | Состоит из: - 1-я звезда — регион Вей(魏) - 2-я звезда — регион Чжао (趙) - 3-я звезда — регион Цзюхе (九河) - 4-я звезда — регион Чжоншань (中山) - 5-я звезда — регион Ци (齊) - 6-я звезда — регион У и Юэ (吳越) - 7-я звезда — регион Сюй (徐) - 8-я звезда — регион Донхай (東海) - 9-я звезда — регион Янь (燕) - 10-я звезда — регион Нанхай (南海) - 11-я звезда — регион Сун (宋) |
| 2  | Правая стена                                    | 天市右垣           | 11         | Змея, Змееносец, Геркулес       | Одиннадцать регионов (звёзд) справа                                             | Состоит из: - 1-я звезда — регион Хёчжон (河中) - 2-я звезда — регион Хецзянь (河間) - 3-я звезда — регион Цзинь (晉) - 4-я звезда — регион Чжен (鄭) - 5-я звезда — регион Чжоу (周) - 6-я звезда — регион Цинь (秦) - 7-я звезда — регион Шу (蜀) - 8-я звезда — регион Ба (巴) - 9-я звезда — регион Лянь (梁) - 10-я звезда — регион Чу (楚) - 11-я звезда — регион Хань (韓)           |
| 3  | Муниципальный офис                              | 市樓               | 6          | Змея, Змееносец                 | Правительственная организация                                                   | |
| 4  | Товарный рынок                                  | 車肆               | 2          | Змееносец                       | Гипермаркет                                                                     | |
| 5  | Ответственный за Королевский клан               | 宗正               | 2          | Змееносец                       | Чиновники, отвечающие за королевские дела                                       | |
| 6  | Официальный представитель религиозных церемоний | 宗人               | 4          | Змееносец                       | Чиновник по королевским мероприятиям и ритуалам династии Чжоу                   | |
| 7  | Патриарший клан                                 | 宗                 | 2          | Геркулес                        | Имперские консультанты                                                          | |
| 8  | Текстильная линейка                             | 帛度               | 2          | Геркулес                        | Текстильная линейка, а также рынок одежды                                       | |
| 9  | Мясные магазины                                 | 屠肆               | 2          | Геркулес                        | Убойный рынок                                                                   | |
| 10 | Астролог                                        | 候                 | 1          | Змееносец                       | Должностное лицо, ответственное за наблюдение астрономических явлений           | |
| 11 | Императорское кресло                            | 帝座               | 1          | Геркулес                        | Место восседаете Великого Императора                                            | |
| 12 | Чиновник по евнухам                             | 宦者               | 2          | Геркулес, Змееносец             | Суперинтендант евнухов                                                          | |
| 13 | Ювелирный рынок                                 | 列肆               | 2          | Змееносец, Змея                 | Рынок драгоценных камней и сокровищ                                             | |
| 14 | Ковш для жидкостей                              | 斗                 | 5          | Геркулес                        | Инструмент для забора жидких веществ                                            | |
| 15 | Ковш для сыпучих веществ                        | 斛                 | 4          | Геркулес, Змееносец             | Инструмент для забора сыпучих веществ                                           | |
| 16 | Спиральный пояс                                 | 貫索               | 9          | Северная Корона                 | Тюрьма для гражданского населения, а также верёвочный рынок                     | |
| 17 | Семь превосходительств                          | 七公               | 7          | Геркулес, Волопас               | Семь высокопоставленных государственных чиновников                              | |
| 18 | Небесная Дисциплина                             | 天紀               | 9          | Геркулес, Северная Корона       | Чиновники, которые поддерживают дисциплину в мире, а также учёт домашнего скота | |
| 19 | Женская кровать                                 | 女床               | 3          | Геркулес                        | Наложницы императора, или птичий базар, или название горы                       | |